# Schöner Leben (Partei)
Schöner Leben ist eine Kleinstpartei aus Nordrhein-Westfalen. Die Partei ging im Sommer 2016 aus der zuvor von der Linken abgespaltenen Gruppierung „Schöner Links“ im Rat der Stadt Essen hervor.
Zu den zentralen Programmpunkten zählen eine sanktionsfreie soziale Grundsicherung, die wirksam gegen Armut schützt, ein gebührenfreies Bildungssystem, die Stärkung der regionalen Wirtschaft und der Umweltschutz. Weiterhin setzt sich Schöner Leben für mehr Volksbegehren, Jugendparlamente und die Senkung des Wahlalters ein. Die Partei ist dem progressiven Spektrum zuzuordnen. Schöner Leben trat bei der Landtagswahl in Nordrhein-Westfalen 2017 mit der Parteivorsitzenden und Spitzenkandidatin Janina Herff-Stammen an und erreichte 5164 Zweitstimmen (0,1 %).